# Petroleumdok
Het Petroleumdok ligt in het noorden van het havengebied in
Antwerpen en is een petroleumhaven voor zeeschepen, olietankers en gastankers. Ze is de zeevaart-petroleumdok naast het Marshalldok voor tankbinnenvaart. Ze werd mede aangelegd in 1950, met het iets zuidelijk gelegen Marshalldok, en tevens werd het noordwestelijke uiteinde van het Hansadok hiermee, in de westelijke sector, verbreed.
Het Petroleumdok is 7,75 meter diep, maar de dieptedrempel van 9,75 meter begint hier aan de Van Cauwelaertsluis. Het zeevaartdok is een open dokkom met drie aanlegpieren, verschillend van lengte. Aan deze Petroleumdok of -haven zijn de drijvende vuurvaste stalen oliedeuren in 1993 verwijderd.
Het open liggend dok loopt vanaf de zuidkant tegen de Petroleumbrug met de nummering 425 tot 441, waartussen drie lange laad- en lospieren gelegen zijn. Deze nummeringen zijn bezet door de S.I.B.P - Total Fina Raffinaderij. Vanaf 441 is de meerhoek naar de Van Cauwelaertsluis gelegen. Daar liggen lichters te wachten voor een schutting. Vroeger werden ze afgeroepen via een roephoorn op het signaalhuis, maar tegenwoordig gebeurt dit allemaal via de marifoon. Achter de kaaihoek is de geul van deze sluis, met vlottende steigers en een loopsteiger, waar binnenschepen liggen te wachten voor een schutting.
Het Petroleumdok voor zeeschepen heeft dezelfde procedures wat laden en lossen betreft als het Marshalldok. Onnodig te zeggen dat hier strenge veiligheidsvoorschriften gelden. Bij de minste overflow tijdens het laden en lossen worden de waterpompen onder water in werking gezet (die staan overigens altijd stand-by), om de overgelopen olie direct in te dammen met een scherm van krachtige luchtbellen rondom de ligplaats van het zeeschip. De overflow wordt weggepompt en bewerkt met detergenten.
Eveneens worden de olietankers en gastankers met pijpen en slangen gelost en worden de ladingen in de voorraadketeltanks opgeslagen.
Hier worden de grootste olie- en gasvoorraden voor gans België en Luxemburg opgeslagen. Rotterdam heeft zijn eigen brandstofterminals. Niettegenstaande wordt er toch geleverd naar het buitenland.
Ter hoogte van kaai 441 ligt een woonwijk aan de Kruisschans die zal moeten verdwijnen. Deze huizen worden allen onteigend door Total Fina, die aan de overkant van de Scheldeweg, die naar de Petroleumweg loopt, en tussen de Van Cauwelaertsluis staan. Met de normen van deze tijd is het niet meer doenbaar om er nog te wonen, wegens de drukte en toename van de havenconcessies. Een van die huisjes heeft nog gediend als binnenhuisdecor voor de serie "Langs de Kade" in 1987.
Op de Antwerpse rechteroever van de Schelde:
Albertdok · Amerikadok · Asiadok · Bevrijdingsdok · Bonapartedok · Churchilldok · Derde Havendok · Eerste Havendok · Graandok · Hansadok · Houtdok · Industriedok · Kanaaldok · 
Kattendijkdok · Kempisch dok · Kooldok · Leopolddok · Lobroekdok · Margueriedok · Marshalldok · Noordschippersdok · Petroleumdok · Sasdok · Schippersdok · Schuildok voor Lichters · Siberiadok · Steendok · Straatsburgdok · Suezdok · Tweede Havendok · Verbindingsdok · Vierde Havendok · Vijfde Havendok · Willemdok · Zesde Havendok · Zuiderdokken
Op de Oost-Vlaamse linkeroever van de Schelde:
Deurganckdok · Doeldok · Noordelijk Insteekdok · Saeftinghedok · Verrebroekdok · Vrasenedok · Waaslandkanaal · Zuidelijk Insteekdok